# Tobias Guddal
Tobias Guddal, né le 25 juillet 2002 en Norvège, est un footballeur norvégien qui joue au poste de défenseur central au Tromsø IL.

## Biographie

### En club
Né en Norvège, Tobias Guddal commence le football avec le club de Sveio, puis il joue pour le SK Djerv 1919 avant de rejoindre le Bryne FK, avec lequel il signe le 16 avril 2021 pour un contrat de deux ans.
Il joue son premier match avec ce club le 15 mai 2021, lors de la première journée de la saison 2021 de deuxième division norvégienne face au Aalesunds FK. Il entre en jeu et son équipe est battue par deux buts à un. 
Le 23 mars 2024, Tobias Guddal est recruté par le Tromsø IL. Il signe un contrat de quatre ans et demi, soit jusqu'en juillet 2028.
Il joue son premier match d'Eliteserien, la première division norvégienne, le 1er avril 2024, lors de la première journée de la saison 2024 contre le SK Brann. Il entre en jeu à la place de Vegard Erlien et son équipe est battue par quatre buts à deux.

### En sélection
Tobias Guddal joue son premier match avec l'équipe de Norvège espoirs le 21 mars 2024, lors d'un match amical face aux Pays-Bas. Il entre en jeu à la place de Halvor Rødølen Opsahl et son équipe s'impose par deux buts à un.